# JR Chandler i Babe Carey
JR Chandler i Babe Carey – postacie literackie, stanowiące parę zakochanych w amerykańskiej operze mydlanej Wszystkie moje dzieci. Rolę JR Chandlera gra Jacob Young. Wykonawcą roli Babe Carey początkowo była aktorka Alexa Havins, a potem jej zastąpiła Amanda Baker. Opowiadanie miłosne zostało ułożone przez amerykańską aktorką i pisarką Megan McTavish i debiutowało na telewizji w październiku 2003 roku. Popularność pary wyszła za ramy opery mydlanej w 2006 roku, gdy ich odznaczyło czasopismo znakomitości „Celebrity Living”. We wrześniu 2011 roku czasopismo „People” nazwało ich „super parą” (ang.: supercouple) lat 2000.